# Wayne (condado de Washington, Wisconsin)
Wayne es un pueblo ubicado en el condado de Washington en el estado estadounidense de Wisconsin. En el Censo de 2010 tenía una población de 2169 habitantes y una densidad poblacional de 23,39 personas por km².

## Geografía
Wayne se encuentra ubicado en las coordenadas 43°29′23″N 88°20′14″O / 43.48972, -88.33722. Según la Oficina del Censo de los Estados Unidos, Wayne tiene una superficie total de 92.75 km², de la cual 92.59 km² corresponden a tierra firme y (0.16%) 0.15 km² es agua.

## Demografía
Según el censo de 2010, había 2169 personas residiendo en Wayne. La densidad de población era de 23,39 hab./km². De los 2169 habitantes, Wayne estaba compuesto por el 98.52% blancos, el 0.41% eran afroamericanos, el 0.18% eran amerindios, el 0.05% eran asiáticos, el 0.09% eran isleños del Pacífico, el 0.23% eran de otras razas y el 0.51% pertenecían a dos o más razas. Del total de la población el 1.01% eran hispanos o latinos de cualquier raza.